# Drunken Master 3
Série Drunken Master
Combats de maître
(1994)
Pour plus de détails, voir Fiche technique et Distribution.
Drunken Master 3 (醉拳III, Jui kuen III) est un film d'arts martiaux hongkongais réalisé par Liu Chia-liang et sorti en 1994. Après la sortie de Combats de maître (Drunken Master 2) réalisé par Liu Chia-liang et Jackie Chan, cette suite est rapidement produite et sort 5 mois plus tard. Malgré son titre, ce n'est pas une suite de la série des Drunken Master (commencée avec Le Maître chinois en 1978) et est unanimement considérée comme une imitation.
Il totalise 7 076 791 HK$ de recettes au box-office[réf. nécessaire].

## Synopsis
En Chine, au début du XXe siècle, la secte du lotus blanc complote pour porter le sinistre empereur mandchou Yuan Shikai (Ho Ka-kui (en)) sur le trône d'empereur de Chine. Cependant, il doit pour cela recevoir l'anneau de jade possédé par sa fiancée, la princesse Sum-yuk (Michelle Reis). La Secte envoie donc Yeung Kwan (Andy Lau) récupérer celle-ci. Mais Yeung est en fait un chef rebelle travaillant pour Sun Yat-sen. Il enlève Sum-yuk et trouve refuge dans le dispensaire Po Chi Lam dirigé par Wong Kei-ying (Adam Cheng) et son fils à la santé fragile, Wong Fei-hung (Willie Chi). Par la suite, ce-dernier rejoint la cause de Yeung et Sum-yuk. En cours de route, il apprendra la technique secrète de la boxe de l'homme ivre auprès du vieux maître Oncle Yan (Liu Chia-liang).

## Fiche technique
- Titre original : 醉拳III
- Titre international : Drunken Master 3
- Réalisation : Liu Chia-liang
- Scénario : Stanley Siu
- Photographie : Peter Ngor
- Montage : Siu Nam
- Musique : Mak Chun-hung
- Production : Chris Lee
- Société de production : Super Film Production
- Société de distribution : Modern Films and Entertainment
- Pays d'origine :  Hong Kong
- Langue originale : cantonais
- Format : couleur
- Genre : arts martiaux
- Durée : 91 minutes
- Dates de sortie :
  -  Hong Kong : 2 juillet 1994
  -  Japon : 3 août 1995

## Distribution
- Andy Lau : Yeung Kwan
- Michelle Reis : la princesse Sum-yuk
- Willie Chi : Wong Fei-hung
- Simon Yam : un passager gay du bus
- Liu Chia-liang : Oncle Yan
- Adam Cheng : Wong Kei-ying
- Gordon Liu : le gouverneur Lee
- Ho Ka-kui (en) :  Yuan Shikai
- Jimmy Lau
- Woo Kin-keung
- Lee Kwok-man
- Daniel Chan (en)
- Zhang Lei
- Brad Allan (en) : un passager du bus
- Lau Heung-yeung
- Ma Lee-hung
- Luk Lan-fung
- Chow Man-wai
- To Man-hung
- Sze Sui-fan
- Fong Wai-chung
- Chou Jing
- Hon Man-kit
- Hau Chan-yu
- Luk Siu-pang
- Giorgio Pasotti (en) : le chef de la Secte du lotus blanc
- Chow Man
- Chin Hiu-kwan
- Kwok Nai-ming
- Zhang Teng
- Suen Ka-wing
- Tsui Fai
- Cheung Yiu-man